# Conte de printemps
Conte de printemps is een Franse dramafilm uit 1990 onder regie van Éric Rohmer.

## Verhaal
Jeanne is een jonge lerares. Ze woont meestal in bij haar verloofde. Omdat hij een weekje weg is, besluit ze naar haar eigen studio terug te keren. Daar verblijft haar nicht met haar verloofde. Jeanne durft het stel niet aan de deur te zetten. Uiteindelijk besluit ze dan maar in te gaan op de uitnodiging van haar vriendin Natacha.

## Rolverdeling
| Acteur         | Personage |
| -------------- | --------- |
| Anne Teyssèdre | Jeanne    |
| Hugues Quester | Igor      |
| Florence Darel | Natacha   |
| Eloïse Bennett | Ève       |
| Sophie Robin   | Gaëlle    |